# Гилермо Горостиса
Гилермо Горостиса (на испански: Guillermo Gorostiza) е испански футболист, нападател.

## Кариера
В професионалната си кариера той играе за Атлетик Билбао и Валенсия, като има общо 255 мача и 181 гола в Ла лига и печели общо 11 титли с двата отбора.
Горостиса играе за Испания на Световното първенство през 1934 г.